# New South Wales Open 1985
Il New South Wales Open 1985 è stato un torneo di tennis giocato sull'erba. È stata la 94ª edizione del torneo, che fa parte del Nabisco Grand Prix 1985 e del Virginia Slims World Championship Series 1985. Il torneo maschile si è giocato dal 9 al 15 dicembre, quello femminile dal 18 al 24 novembre 1985 a Sydney in Australia.

## Campioni

### Singolare maschile
Henri Leconte ha battuto in finale  Kelly Evernden con il punteggio di 6–7, 6–2, 6–3.

### Singolare femminile
Martina Navrátilová ha battuto in finale  Hana Mandlíková con il punteggio di 3–6, 6–1, 6–2.

### Doppio maschile
David Dowlen /  Nduka Odizor hanno battuto in finale  Wally Masur /   Broderick Dyke con il punteggio di 6–4, 7–6.

### Doppio femminile
Hana Mandlíková /  Wendy Turnbull hanno battuto in finale  Rosalyn Fairbank /  Candy Reynolds con il punteggio di 3–6, 7–6, 6–4.